# Karl Oberparleiter

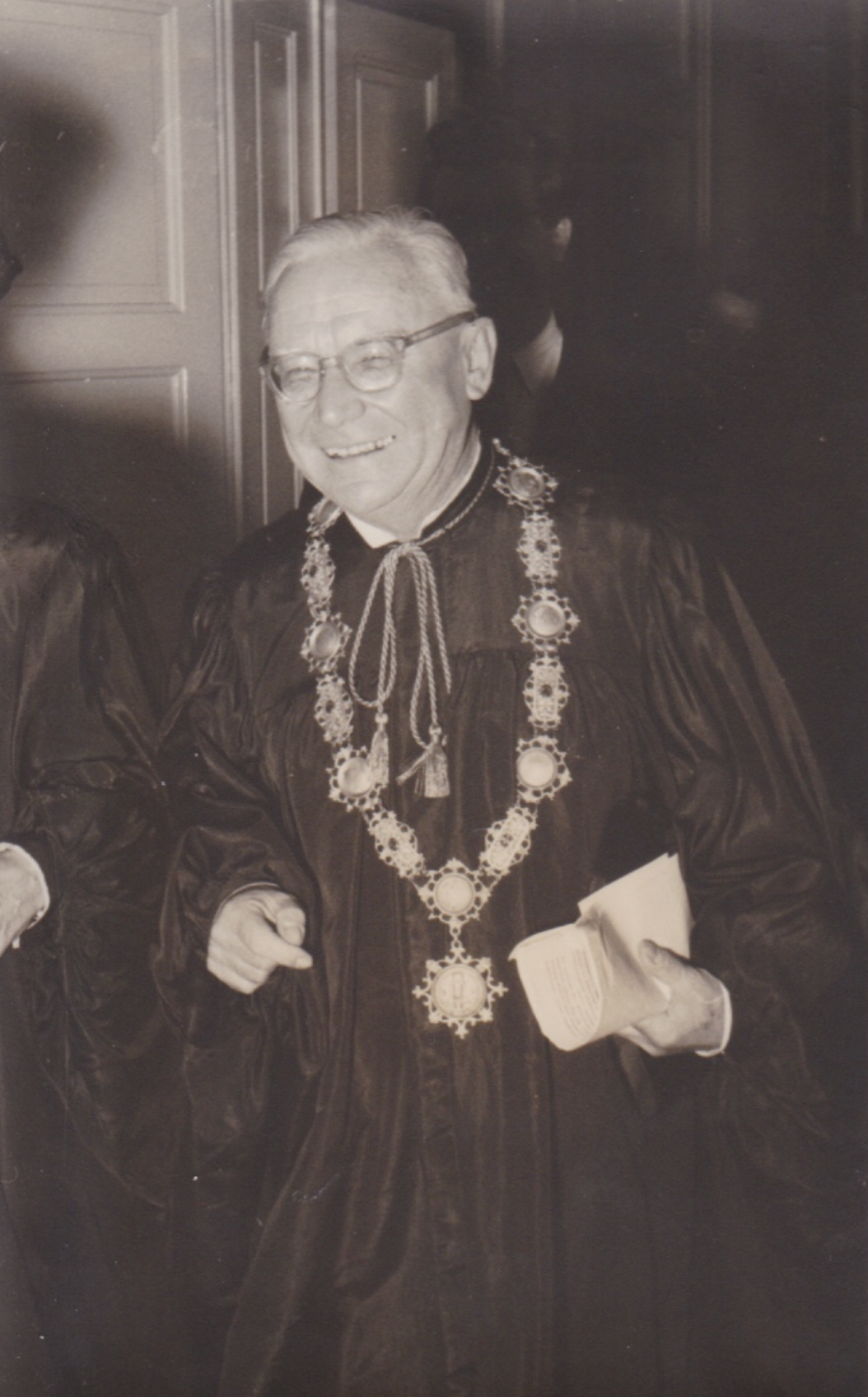
Oberparleiter bei seiner Inauguration zum Rektor der Hochschule für Welthandel (1955)

Karl Oberparleiter (* 18. September 1886 in Salzburg; † 3. Juli 1968 in Wien) war ein österreichischer Wirtschaftswissenschaftler.

## Leben
Oberparleiter besuchte in Salzburg die Volks- und Hauptschule, bevor er 1901 an die Handelsakademie nach Linz ging. Diese verließ er 1904 und legte am 7. Juli 1906 das Diplom mit Auszeichnung an der Exportakademie in Wien ab. Anschließend ging er für ein Jahr als Freiwilliger in das 4. Regiment der Tiroler Kaiserjäger. Darauf folgte eine Tätigkeit als Leiter der Auslandsabteilung eines Londoner Textilunternehmens. 1909 ging er wieder an die Exportakademie, wo er zunächst als Assistent, später als Adjunkt und Dozent für Betriebswirtschaftslehre tätig war.
Seine Lehramtsprüfung bestand er im Herbst 1911 und war nach der Berufung Josef Hellauer nach Wien für diesen tätig. Als Offizier der Kaiserjäger wurde er 1914 zum Kriegsdienst berufen und wurde dort mehrfach ausgezeichnet. Sein Kriegsdienst endete im Oktober 1917 um ihm die Möglichkeit zur Lehre an der Exportakademie zu geben. 1920 nahm er als beeideter Buchsachverständiger eine seiner vielfältigen Tätigkeiten neben der wissenschaftlichen Arbeit auf.
1923 darauf folgte seine Ernennung zum außerordentlichen Professor an der Hochschule für Welthandel (zuvor Exportakademie). Seine Promotion erfolgte 1923 an der Universität Frankfurt am Main mit „Das dokumentäre Akkreditiv“. 1926 wurde er zum ordentlichen Professor berufen. 1927 gründete er den Verband Österreichischer Wirtschaftsakademiker.
Nach dem Zweiten Weltkrieg war Oberparleiter mehrere Jahre Direktor der Hochschule für Welthandel.
1950 wurde er zum Präsidenten der österreichischen UNESCO-Kommission und blieb dies für fünf Jahre.

## Auszeichnungen
- Ehrendoktorwürde der Hochschule für Welthandel
- Ehrendoktorwürde der Wirtschaftshochschule Mannheim
- Ehrenmitglied des Verbands der Hochschullehrer für Betriebswirtschaft, 1952
- Ehrenpräsident des Verbandes der Diplomkaufleute
- Großes Silbernes Ehrenzeichen für Verdienste um die Republik Österreich (1952), 1954
- Ehrenmedaille der Bundeshauptstadt Wien in Silber, 1961

## Werke
- "Die Durchführung von Exportgeschäften", 1913[1]
- "Das dokumentäre Akkreditiv", 1922[2]
- "Die Funktionen- und Risikenlehre des Warenhandels", 1930
- "Risiko und Unternehmung", 1933
- "Einführung in die betriebswirtschaftliche Verkehrslehre", 1947
- "Die Werbefunktion im interpersonalen Warenverkehr", 1947
- "Die Funktionen und Risiken des Warenhandels", 1955, 2. Auflage von Die Funktionen- und Risikenlehre des Warenhandels
- "Funktionen- und Risikenlehre des Warenhandels" Rezension in ZfhF 1956, S. 587–588
- "Der Österreichische Betriebswirt", Sonderheft, Heft 4/1966